# Enneapterygius pallidoserialis
Enneapterygius pallidoserialis es una especie de pez de la familia Tripterygiidae en el orden de los Perciformes.

## Morfología
• Los machos pueden llegar alcanzar los 3 cm de longitud total.

## Hábitat
Es un pez de mar  y de clima tropical y asociado a los  arrecifes de coral que vive hasta los 8 m de profundidad.

## Distribución geográfica
Se encuentra en el Japón, Taiwán, las Filipinas, Malasia y Vanuatu.